# Octreotid
Octreotid ist ein synthetisches Analogon des Peptidhormons Somatostatin, das als Arzneistoff eingesetzt wird. Octreotid besteht aus acht Aminosäuren (D-Phe-cyclo[Cys-Phe-D-Trp-Lys-Thr-Cys]-Thr(ol)).
In Deutschland ist Octreotid u. a. zur Behandlung der Akromegalie und bestimmter Magen-Darm-Tumoren (GEP-NET, z. B. Karzinoide) zugelassen.
Über DOTA an 111Indium oder 68Gallium gekoppelt (Edotreotid, DOTATOC) wird es in der Somatostatin-Rezeptor-Szintigrafie, beziehungsweise in der Positronen-Emissions-Tomographie (PET), zum Nachweis (Diagnostik) dieser Tumoren verwendet. Für therapeutische Zwecke (Radionuklidtherapie) können Betastrahler, wie beispielsweise  90Yttrium oder 177Lutetium, verwendet werden.
Octreotid kann zur Behandlung von Cluster-Kopfschmerzattacken und bei sekretorischem Durchfall verwendet werden, wenn andere Arzneistoffe ineffektiv oder kontraindiziert sind.

## Handelsnamen
- Parenteral: Sandostatin (D, A, CH), Octreo (A), Siroctid (A), Oczyesa (EU), sowie Generika (D)
- Oral: Mycapssa (EU)